# 村松和輝
村松 和輝（むらまつ かずき、1981年6月28日 - ）は神奈川県横須賀市出身の日本の俳優である。本名同じ。身長180cm。血液型A型。

## 来歴
専門学校時代に自主映画、舞台などの活動を経て、2004年に現事務所へ所属。その後、映画『デスノート』で本格的に俳優活動を開始。現在は映画、CM、テレビドラマなどで活動。
2018年12月31日をもって所属事務所であったJFCTを退社。現在はフリー。

## 人物・エピソード
- 特技はバスケットボール・スノーボード・料理。
- 本人は大のスター・ウォーズ・シリーズファンである。
- 特撮ヒーローものも好きで、自身もInfini-T Forceにて鷲尾 健（わしお けん） / ガッチャマン（G-1号）を演じている。
- キャッチコピーは"日本のスティーヴ・ブシェミである。

## 出演

### 映画
- 新刑事まつり 〜一発大逆転 軍団刑事（監督：榊英雄、2003年）
- 釣りバカ日誌14 お遍路大パニック!（監督：朝原雄三、2004年） - 鈴木建設社員 役
- デスノート（監督：金子修介、2006年） - 月のバスケ仲間 役
- クライマーズ・ハイ（監督：原田眞人、2008年） - 北関東新聞社 校閲部：春木 役
- 禅 ZEN（監督：高橋伴明、2009年） - 比叡山の僧兵 役
- 箱舟（監督：篠原哲雄、2009年） - 主演：寺岡 役
- ランブリングハート（監督：村松亮太郎、2010年） - ナンパする男 役
- 死刑台のエレベーター（監督：緒方明、2010年） - 神奈川県警刑事 役
- SPACE BATTLESHIP ヤマト（監督：山崎貴、2011年） - 乗組員：西尾 役
- カイジ2 人生奪回ゲーム（監督：佐藤東弥、2011年）
- 女たちの都〜ワッゲンオッゲン〜（監督：祷映、2013年） - ランパブ店長 役
- 日々ロック（監督：入江悠、2014年） - 警備員 役
- 64-ロクヨン- 前編/後編（監督：瀬々敬久、2016年） - 秘書課員 役
- スリリングな日常　『忘れられる人』（監督：熊澤尚人、2016年） - 石川 役
- HER MOTHER（監督：佐藤慶紀、2017年） - 岸本 役
- スカブロ（監督：矢城潤一、2017年） - 三木本 役
- たまゆら（監督：土田ひろかず、2018年）-白鳥の友人（白鳥良太） 役
- ごっこ（監督：熊澤尚人、2018年） -昆虫バイヤー蜘蛛男 役
- 観覧車の下で会いましょう（監督：熊澤尚人、2018年）
- 父　帰る（佐藤雅彦研究室　カンヌ短編プロジェクト作品、2019年）
- キスカム！〜COME ON,KISS ME AGAIN!〜（監督：松本花奈、2019年）
- まだ見ぬあなたへ(Little Wishes)/2021ダマー国際映画祭観客賞（監督：小澤雅人、2019年）-担任・大川智史役
- ミは未来のミ/SKIPシティ国際Ｄシネマ映画祭2019・SKIPシティアワード受賞（監督：磯部鉄平、2019年）-上村の叔父・寺田慎之介役
- 台風家族（監督：市井昌秀、2019年）－週刊誌記者・津田役
- 夜が明けるまで/第7回八王子short film映画祭・準グランプリ（監督：北林佑基、2019年）-先生役
- 屋根裏の神様（監督：板倉臣郎、2019年）－神様役
- パパ活のきみ/ニューシネマウィーク東京2020・観客賞（監督：柳田慎太郎、2020年）-主演・左京役
- たとえこの世界が壊れたとしても（監督：板倉臣郎、2020年）－イエス役
- ビーンズ・ラブ/門真国際映画祭2020・優秀作品賞（監督：植木英理、2020年）-工場長役
- ドラマクイーン　フルコーラス（監督：三笠大地、2020年）-大城亮太役
- MARIANDHI(短編)（監督：髙橋栄一2020年）-雄大役
- 滑走路（監督：大庭功睦、2020年）
- PERSONAL DISTANCE(監督:松本桂樹、2020年)-矢部光佑役
- レディ・トゥ・レディ（監督：藤澤浩和、2020年）
- 劇場版ほんとうにあった怖い話　事故物件芸人(監督: 天野裕充 、2021年)- 宮井しげる役
- Song for Laurel  東京藝大院映画専攻15期修了制作/ SKIPシティ国際Dシネマ映画祭2021/国内コンペティション長編部門正式ノミネート作品 (監督:羽蚋拓未、2021年)-佑役
- ホムンクルス（監督: 清水崇 、2021年)
- アタシ、キレイ？（監督：ヨリコジュン、2021年）-被験者役
- プリテンダーズ / 第43回PFF(ぴあフィルムフェスティバル)クロージング作品 （監督：熊坂出、2021年)-大塚役
- Dear Moon(短編)/ロサンゼルス日本映画祭・Japan Film Festival Los Angeles2021・正式招待上映作品 （監督：今関あきよし、2021年)-若い男役
- 春にして頬を拭う（監督：三浦克巳、2121年)- 杉浦俊明役
- ライフライナーズ(短編)/夕張ファンタスティック国際映画祭2021/インターナショナル・ショートフィルムコンペティション入選作品/第1回宮古島国際映画祭観客賞 /福岡インディペンデント映画祭2022入選(監督:菅原稜祐、2021年)-主演・ 煙山拓役
- 誰だと思ってんの？生田だよ(エチュード短編)/第五回渋谷TANPEN映画祭ゴールデンバーガー賞ノミネート(監督:望月亮佑)-主演・生田役
- この恋はスベってる(永井茜)-サクマ役
- 咲かない蕾(監督:北林佑基、2022年)-香坂先生役
- 恋い焦れ歌え (監督:熊坂出、2022年)
- 言ってくれよ(短編)/TOKYO青春映画祭2022(監督:髙橋栄一、2022年)
- 今、ここで(短編)/福岡インディペンデント映画祭2022入選・SAITAMAなんとか映画祭(監督:廣田耕平、2022年)-店長役
- 犬も食わねどチャーリーは笑う(監督:市井昌秀、2022年)
- 鏡像のイデア(監督:小池隆太、2022年)
- 殴る群像(監督:櫻井保幸、2023年)
- MIMIC(ミミック)(監督:高濱章裕、2023年) /SKIPシティ国際Dシネマ映画祭2023スペシャル・メンション賞
- ハーフタイム(監督:張曜元、2023年)/2023ピアフィルムフェスティバル(第45回PFF)/上海国際映画祭/第15回日本映像グランプリノミネート/第19回大阪アジアン映画祭/第18回田辺・弁慶映画祭/那須ショートフィルムフェスティバル2024
- 隣人X 疑惑の彼女(監督:熊澤尚人、2023年)
- 愛のゆくえ(監督:宮嶋風花、2024年)/第18回大阪アジアン国際映画祭・第28回スプリト映画祭-郵便配達人役
- 冗談じゃないよ(監督:日下玉巳、2024年)/第24回TAMA NEW WAVE/MOOSIC LAB 2024/第15回日本映像グランプリ脚本賞-目山洋一郎役
- 地球星人は空想する(監督:松本佳樹、2024年)/SKIPシティ国際Dシネマ映画祭2023優秀作品賞&SKIPシティアワード賞・第36回東京国際映画祭・第24回TAMA NEW WAVE・第29回新藤兼人賞ノミネート-南原宏隆役
- 憂い夏、錆びて(監督:嶋田萌花、2024年)
- 思い立っても凶日(監督：野本梢、2024年)[2]

第24回TAMA NEW WAVE-丸彦役
- 飛騨つつじの上京(監督:菅原稜祐、2024年)/宮古島チャリティー国際映画祭
- 息子さんのつくもさん(監督:鹿野洋平、2024年)/第1回アートファインディング映画祭・タカマチ映画祭・第18回芦屋国際芸術映画祭[脚本賞]・広島こわい映画祭2024・第3回沖縄NICE映画祭
- ある朝と母のカレー(The Beautiful Logic)短編(監督:村口知巳、2024年)/第1回デモリールショートコンペティション(最強デモリール決定戦)[WIAS賞]・第13次米子映画事変(3分映画宴)
- STRANGERS(監督:池田健太、2024年11月〜)/サンフランシスコ・インディペンデント映画祭
- ナコーダー(監督:菅原稜祐、2024年)/第12回八王子映画祭観客賞
- ｉ-ドール(監督:中泉裕矢、2025年)/第9回岩槻映画祭特別招待作品
- アイチェルカーレ(監督:小池匠、2025年)[3]
- FAKE OUT/フェイクアウト！(監督:堀江慶、2025年)
- 盤上の向日葵(監督:熊澤尚人、2025年)
- Hello, my friend（2026年公開予定）[4]

### テレビドラマ
- 恋のから騒ぎドラマスペシャル3　元ヤンの女（日本テレビ、2006年） - 社員 役
- スワンの馬鹿! 〜こづかい3万円の恋〜（関西テレビ、2007年） - バイク便の男 役
- ファイブ（NHK、2008年） - あおなみファイターズ メンバー 役
- Q.E.D. 証明終了（NHK、2009年） - AD 役
- ママはニューハーフ（テレビ東京、2009年） - セリナの客 役
- 古代少女ドグちゃん（毎日放送、2009年） - 兵士 役 / ゼブラーズ 役
- 救命病棟24時 救命医・小島楓（フジテレビ、2009年） - 研修医 中村 役
- 崖っぷちのエリー〜この世でいちばん大切な「カネ」の話〜（朝日放送・テレビ朝日、2010年） - テレビ局員 役
- 金曜プレステージ特別企画「目線」（フジテレビ、2010年） - 悪い男 役
- BOSS2ndシーズン（フジテレビ、2011年） - 店員 役
- 捜し屋★諸星光介が走る6（TBS、2011年） - オタクの青年 役
- パンドラIII 革命前夜（WOWOW、2011年） - 刑事 役
- テレビ放送60年記念ドラマ「メイドインジャパン」（NHK、2013年） - タクミ電気男性社員 役
- 水曜ミステリー9「検事・沢木正夫 第三の容疑者」（テレビ東京、2013年） - 浅山拓也 役
- 相棒 season12  第1話「ビリーバー」（テレビ朝日、2013年10月16日） - 一峰悠紀夫 役
- ミス・パイロット（フジテレビ、2013年） - 新米操縦士 役
- クロコーチ（TBS、2013年） - 警備員 役
- 闇金ウシジマくん Season2（毎日放送、2014年） - 風俗店店員 役
- 隠蔽捜査（TBS、2014年） - 捜査員 役
- 「旦那様はFBI〜愛のミッション〜」（NHKBSプレミアム、2014年） - 広告代理店社員 役
- 極悪がんぼ（フジテレビ、2014年） - 藪中英二 役
- FNS27時間テレビ スペシャルドラマ「俺たちに明日はある」（フジテレビ、2014年） - マネージャー 役
- 捜し屋★諸星光介が走る7（TBS、2014年） - オタクの青年 役
- すべてがFになる（フジテレビ、2014年） - 警官 役
- フジテレビ開局55周年特別企画「オリエント急行殺人事件」（フジテレビ、2015年） - 記者 役
- びったれ!!!（tvk、2015年） - 塩田 役
- ああ、ラブホテル（WOWOWプライム、2015年） - 店員 役（声のみ）
- 激動！世紀の大事件　オウム真理教と闘った家族の全記録〜地下鉄サリン事件20年〜（フジテレビ、2015年） - 村上 役
- 土曜ワイド劇場（テレビ朝日）
  - 「鉄道捜査官15」（2015年） - 楠木亜理紗の父親 役
  - 「家裁調査官・山ノ坊晃〜紛争解決100%の男」（2016年） - 村松刑事 役
  - 「司法教官・穂高美子5」（2016年） - 棚橋省吾 役
- 時代をプロデュースした者たち 第3回（NHK BS1、2015年） - 菊池哲栄 役
- 痛快TV スカッとジャパン（フジテレビ、2015年） - 長岡 役
- 手裏剣戦隊ニンニンジャー（テレビ朝日、2015年） - 先生 役
- 痛快TV スカッとジャパン（フジテレビ、2015年） - 高橋 役
- 連続ドラマW「誤断」（WOWOWプライム、2015年） - 記者 役
- OLですが、キャバ嬢はじめました（毎日放送・TBS、2016年） - 瀬島 役
- 痛快TV スカッとジャパン（フジテレビ、2016年） - 武内 役
- 痛快TV スカッとジャパン（フジテレビ、2016年） - 葉山良平 役
- きみはペット（フジテレビ、2017年） - 田淵 役
- 就活家族〜きっと、うまくいく〜（テレビ朝日、2017年） - 面接官 役
- バウンサー（BSスカパー!、2017年） - チンピラクレーマー 役
- プラージュ（WOWOWプライム、2017年） - 清村刑事 役
- 大河ドラマ おんな城主 直虎（NHK、2017年） - 織田信長の手下 役
- モブサイコ100（テレビ東京、2018年） - 小林 役
- バイバイ、ブラックバード（WOWOW、2018年） - マスクの男 役
- オモヒデ座（NHKBSプレミアム、2018年） - 佐津川 役
- 痛快TV スカッとジャパン（フジテレビ、2018年） - 谷 役
- 直撃!シンソウ坂上 （フジテレビ、2018年） - 本田弁護士 役
- テレビ東京開局55周年特別企画ドラマスペシャル「Aではない君と」（テレビ東京、2018年） - 刑務官 役
- 孤高のメス（WOWOW、2019年）-近江大医師 役
- 連続殺人鬼カエル男（関西テレビ、2020年）-渡瀬班・松田役
- エ・キ・ス・ト・ラ!!!（関西テレビ、2020年）-演劇講師役
- 寂しい丘で狩りをする(テレビ東京、2022年)-不動産屋役
- 両刃の斧(WOWOW、2022年)
- ブルーバースデー(関西テレビ、2023年)
- MR.FULSH(Tokyo MX、2023年)
- 明日、私は誰かのカノジョ シーズン2(TBS/MBS 2023年)
- 18歳、新妻、不倫します。（朝日放送テレビ・テレビ朝日、2023年）
- マジカル戦隊リターンズ(スカパー！2023年)
- BUMPオリジナル/キカタン（BUMP・、2025年）
- BUMPオリジナル/トクリュウ -闇バイトの罠-（BUMP・、2025年）
- DOCTOR PRICE（2025年、読売テレビ・日本テレビ）

### CM
- 「のどごし<生>」キリンビール（2006年）
- 「カラオケUGA」BMB（2006年）
- 「ワルツMFP/PDS」東芝テック（2007年）
- 「モスド（英称:MOSDO!）」（2008年）
- 「ルーセントハート」ガマニア（2009年）
- 「淡麗<生>」キリンビール（2010年）
- 「聖教新聞」聖教新聞社（2011.2012年）
- 「メガシャキガム」ハウス食品（2013年）
- 「アフラック ブラックスワンのささやき 通院保障」篇アフラック（2013年・2014年）
- 「のどごし<生>の歌 バーベキュー篇」キリンビール（2015年）
- 「聖闘士聖衣EX ジェミニ部長 アイオリア篇」バンダイ（2015年）
- 「聖闘士聖衣EX ジェミニ部長 ムウ篇」バンダイ（2015年）
- 「聖闘士聖衣EX ジェミニ部長 シャカ篇」バンダイ（2015年）
- 「JT ウィンストンPV」JT（2015年〜2016年）
- 「LIXIL」バンパー広告（2017年）
- 「エリエール」消臭＋トイレ探偵篇（2018年）
- 「テレビ東京オンデマンド」BODって？バーバー篇（2018年）
- 「ジョージア　ジャパンクラフトマンHOT/スペシャルムービー」夕方のオフィス篇（2019年）
- 「美味しいは、オモイをつなぐ。」宮島醤油ブランデットムービー(2021年)
- 明治プロビオヨーグルトLG21「胃の負担対策　おかしいよ編」（2024年、明治）

### ＭＶ
- aiko「横顔」
- 森七菜「あなたに会えてよかった」監督：岩井俊二
- Olasoni feat.牛島隆太「無敵のハート」

### モーションキャプチャー・モーションアクター
- 「ロストオデッセイ」デジタルフロンティア（2006年） - ヤンセン・フリート 役
- 「メタルギアソリッド4」デジタルフロンティア（2007年） - ジョニー（アキバ） 役
- 「バイオハザード:ディジェネレーション」（監督：神谷誠、2008年）
- 「Infini-T Force」（監督：鈴木清崇、2017年） - 鷲尾健 / ガッチャマン（G-1号） 役
- 「劇場版Infini-T Force/ガッチャマン さらば友よ」（監督：松本淳、2018年2月24日公開） - 鷲尾健 / ガッチャマン（G-1号） 役
- 「 えんとつ町のプペルVR」(2022年〜)-アントニオ役

### ゲーム
- 本格犯罪捜査ゲーム

「DETECVTIVE X FILE#2 ブラックローズ」-緒方宗明役

### 舞台
- 「Kitchen・田園都市線の美人妻」（演出：森義隆、2012年）

### 雑誌
- 「ハイパーホビー（HYPER　HOBBY）VOL.10」（2018年）
- 「アニメディア9月号」（2018年）